# We Were Soldiers Once ... and Young
We Were Soldiers once ... and Young is een boek uit 1992 geschreven door Luitenant-Generaal Harold G. Moore (b.d.) en oorlogsjournalist Joseph L. Galloway over de Vietnamoorlog. Het boek gaat voornamelijk over de 1st Battalion van het 7th Cavalry Regiment in de Slag om Ia Drang. Dit was de eerste grote slag in Vietnam. 

Het boek is non-fictie en geschreven als een uitgebreid verslag van de gebeurtenissen in die slag.
De film We Were Soldiers, geregisseerd door Randall Wallace, is gebaseerd op dit boek. Mel Gibson speelde de rol van, toenmalig luitenant-kolonel, Hal Moore.